# Amanita caesarea
Amanita caesarea, cuya seta es conocida comúnmente como oronja, amanita de los césares, huevo de rey o yema de huevo, es un hongo basidiomiceto del orden Agaricales. Su cuerpo fructífero se desarrolla entre el verano y el otoño. Se localiza sobre todo en las regiones cálidas de las zonas más meridionales de Europa. Muestra preferencia por los terrenos silíceos y bosques aclarados, encontrándosele principalmente bajo alcornoques, encinas, robles, castaños y, ocasionalmente, coníferas. Un lugar con estas características y donde esta variedad es muy abundante es la Comarca de Sierra de Gata. Su carne tiene un sabor y olor muy agradables, que lo convierten en un comestible muy apreciado, pudiendo consumirse incluso cruda. Su basónimo es Agaricus caesareus Scop., 1772.

## Descripción
La seta de Amanita caesarea tiene un sombrero de entre 8 y 20 cm de diámetro, de color anaranjado, naranja vivo o naranja muy fuerte, con cutícula lisa y separable. En ejemplares jóvenes, el sombrero es hemisférico y se va aplanando conforme se desarrolla el esporocarpo. Las láminas son de color amarillo dorado, y el pie del mismo color, cilíndrico, provisto en su tercio superior de un anillo amarillo, y suele medir entre 8 y 15 cm de alto y de 2 a 3 cm de diámetro. La volva es grande, blanca y membranosa. Cuando comienza a crecer tiene la apariencia del interior de un huevo de gallina, asemejando la volva a la clara blanca o blancuzca y el píleo emergente del hongo a la yema amarilla.

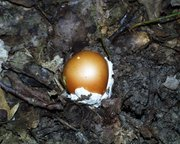
Oronja en fase de huevo, antes de desarrollarse completamente el basidiocarpo.
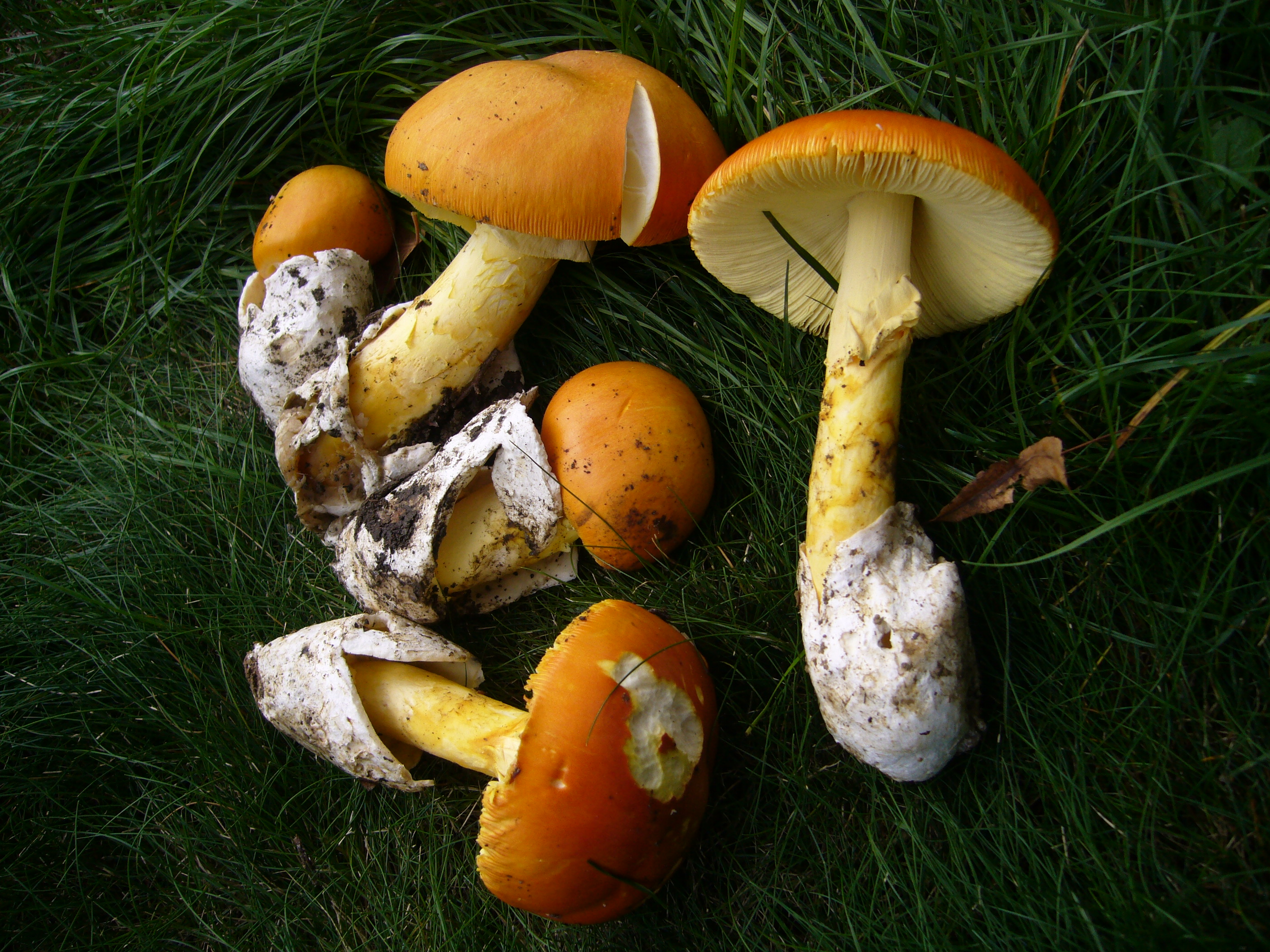
Oronjas en varios estadios de desarrollo.
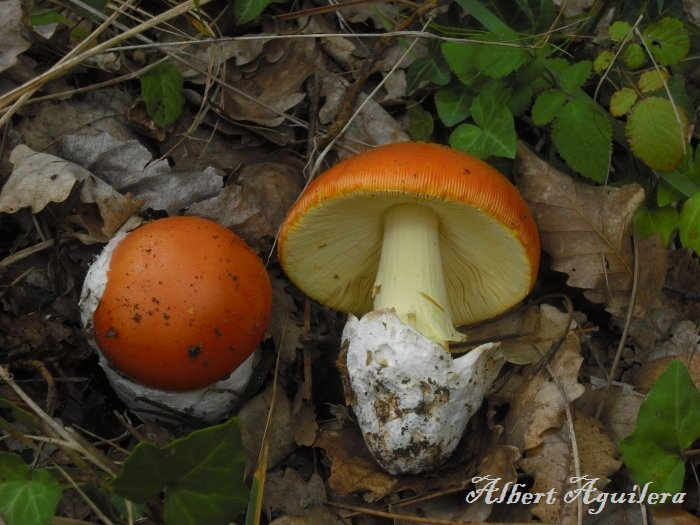
Oronjas en varios estadios de desarrollo.
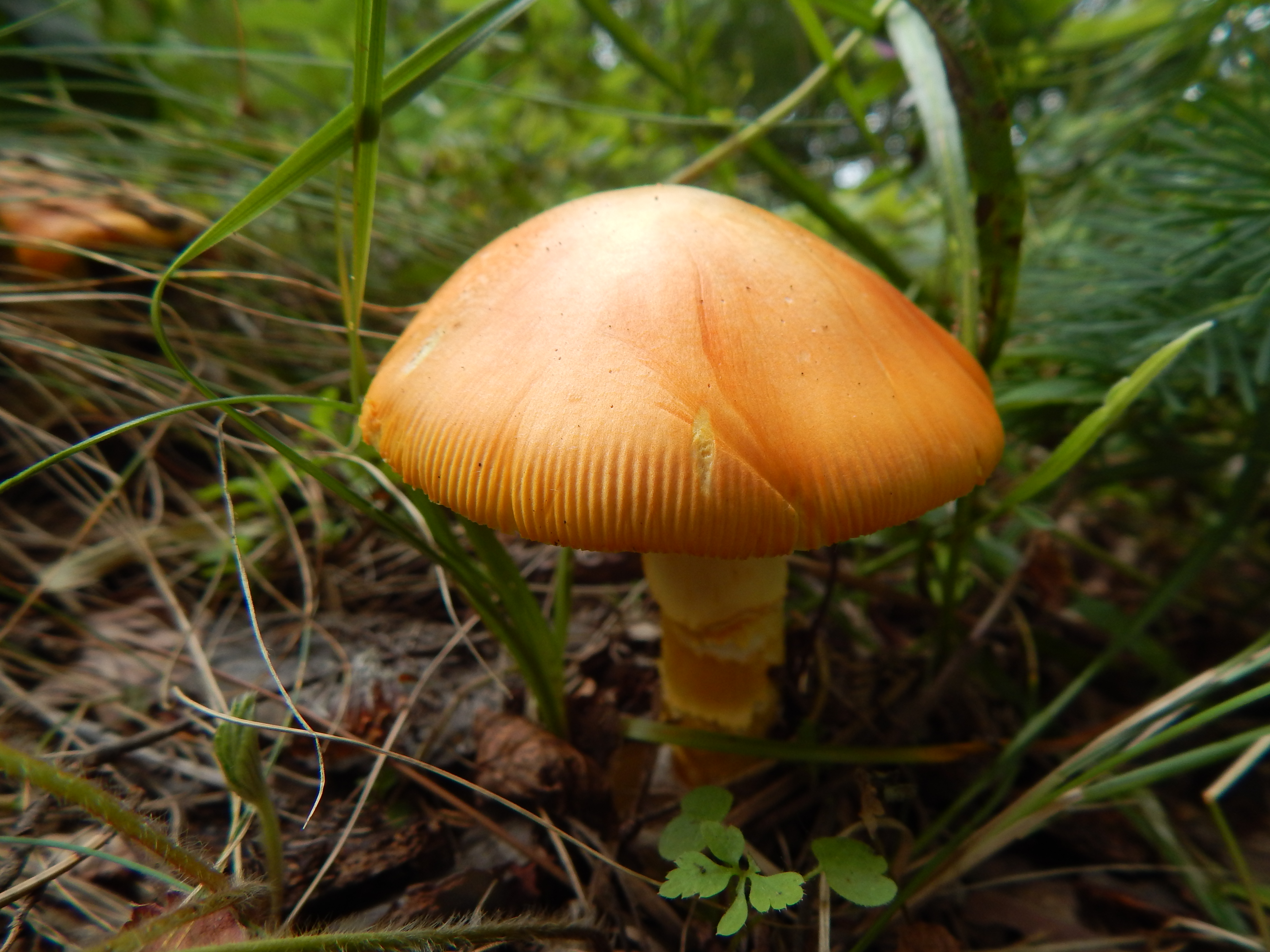
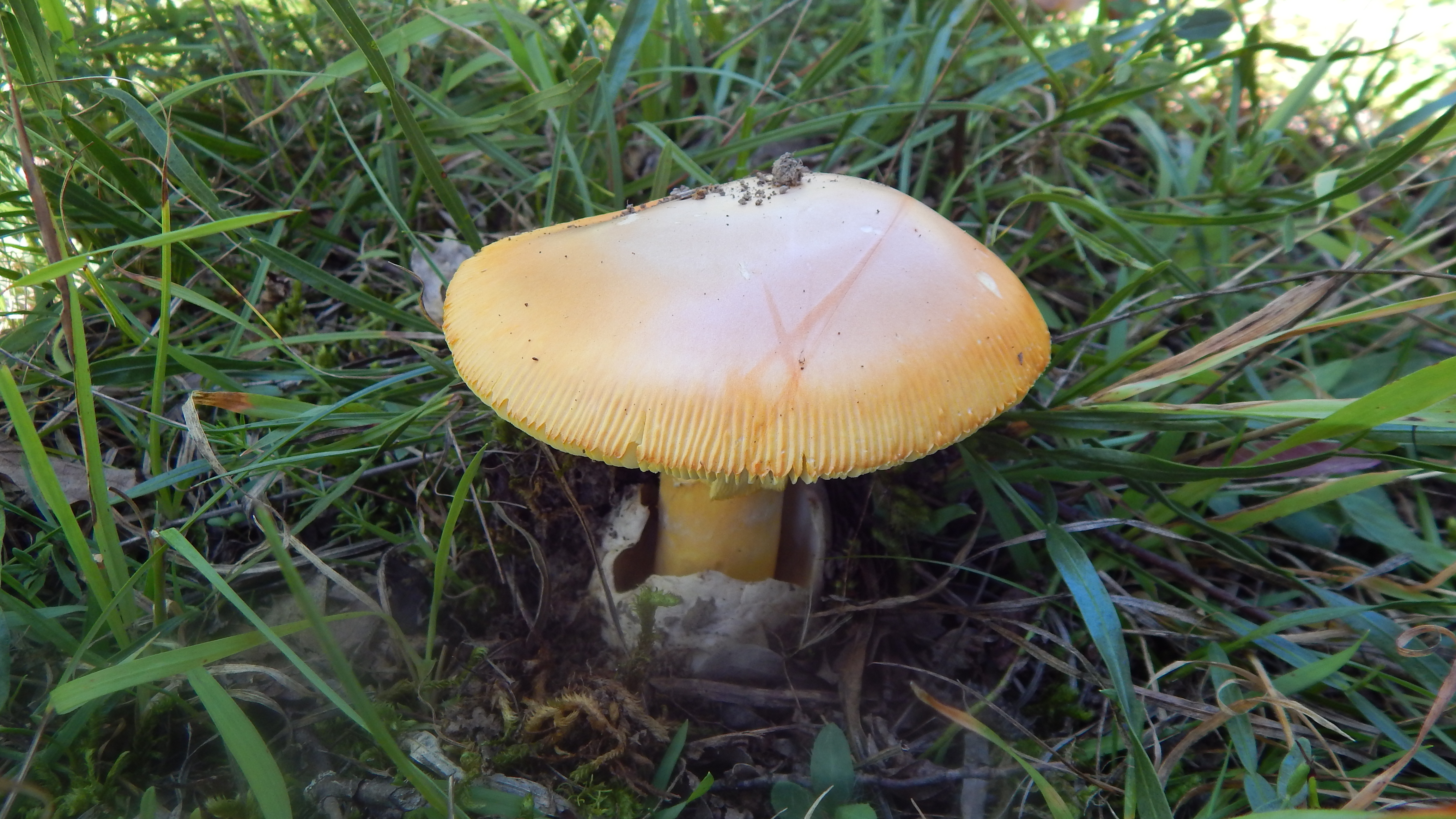

## Observaciones
Es importante distinguirla de la "falsa oronja" (Amanita muscaria), de sombrero rojizo o escarlata, ligeramente cóncavo, casi hemisférico en ejemplares jóvenes y más aplanado en ejemplares maduros, la cual es tóxica y posee propiedades psicoactivas. La característica inconfudible entre ambas es que tanto el pie como las láminas de la caesarea son de color crema intenso mientras que en la muscaria siempre son blancos.